# David IV.
David IV. (také Budovatel nebo Stavitel, gruzínsky დავით აღმაშენებელი, Davit Aghmashenebeli; 1073, Kutaisi – 8. února 1125, Tbilisi) byl gruzínský král vládnoucí v letech 1089–1125.

## Hodnocení panování Davida IV.
David IV. je považován za jednoho z nejvýznamnějších gruzínských králů z dynastického rodu Bagrationů. Vládl Gruzínskému království od roku 1089 až do své smrti v roce 1125. Byl velice charismatický a energický panovník. Jeho vláda započala zlatou éru gruzínských dějin, v které úspěšně pokračovala královna Tamara Gruzínská. Gruzínské království se v jejich éře stalo nejsilnějším státním útvarem na Kavkaze.

## Bitva u Didgori
Král David a jeho vojska porazila v bitvě u Didgori (v roce 1121) invazní vojska Seldžucké říše. Rozhodujícím vítězstvím se David zbavil muslimské nadvlády a vyhnal loupeživé hordy (Seldžucké Turky). Bitva u Didgori je v gruzínských kronikách opěvována jako „zázračné vítězství“ (gruzínsky ძლევაჲ საკვირველი, dzlevay sakvirveli). Gruzínci pořádají na počest této významné události tradiční každoroční vzpomínkovou akci známou jako Didgoroba. Po této rozhodující bitvě král David ovládl Tiflis, které ustanovil hlavním městem země.

## Rozvoj Gruzie po ukončení muslimské nadvlády
Následně provedl král David IV. vnitropolitické změny a reformy. Aktivně podporoval rozvoj školství a vzdělání, dále rozvíjel vědy a umění, sjednocoval národ, reorganizoval armádu, usiloval o hospodářský pokrok a zvyšování úrovně blahobytu obyvatelstva. Snažil se zabezpečit prosperitu Gruzínského království. Za jeho vlády vznikala nebo se rozvíjela nová městská sídla, zejména Gori a byly vybudovány některé unikátní stavby, především klášter Gelati, který se nachází nedaleko druhého největšího gruzínského města Kutaisi a je místem posledního odpočinku krále Davida.
Král David měl v oblibě poezii a napsal cyklus duchovní lyriky Kajícné žalozpěvy (gruzínsky გალობანი სინანულისანი, Galobani sinanulisani).